# Poggio a Caiano
Poggio a Caiano là một thị xã và đô thị ở TỉnhPrato, vùng Tuscany của Ý. Đô thị này nằm 9 km về phía nam tỉnh lỵ Prato.

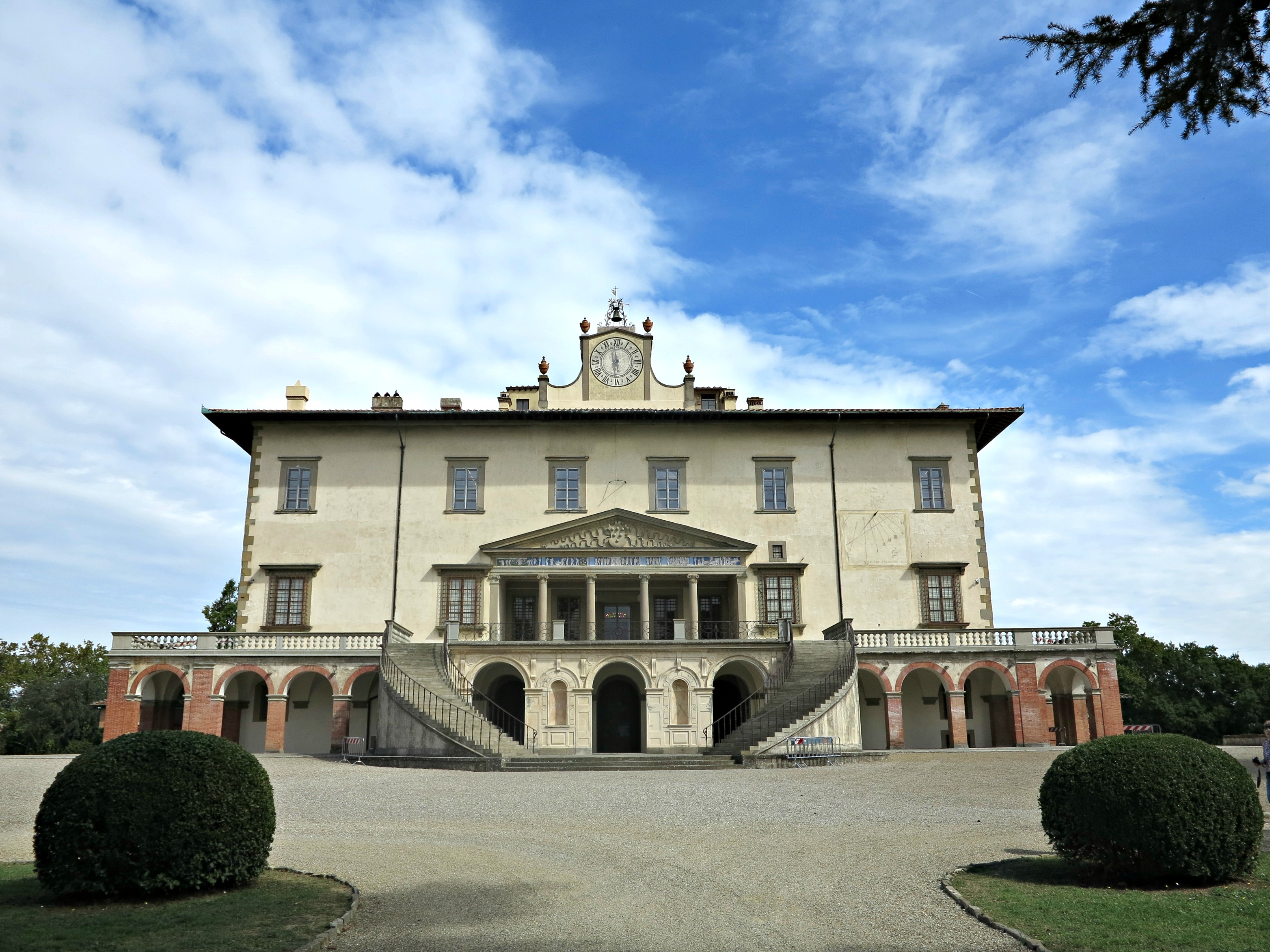
Villa Medici, Poggio a Caiano.

Villa Medici được xây năm 1485 và hiện mở cửa cho công chúng.

## Thành phố kết nghĩa
Poggio a Caiano có một thành phố kết nghĩa:
- Charlottesville, Virginia